# Pleurostachys ulei
Pleurostachys ulei är en halvgräsart som beskrevs av Johann Otto Boeckeler. Pleurostachys ulei ingår i släktet Pleurostachys och familjen halvgräs. Inga underarter finns listade i Catalogue of Life.